# زيمر
زيمر (بالعبرية: זמר) هو مجلس محلي عربي إسرائيلي يقع في المنطقة الوسطى. ويضم أربعة قرى عربية في منطقة المثلث الشمالي، وهي: (يمه، المرجة، بير السكة، وإبثان) منذ عام 1988. كما وبلغت نسبة التصويت لإنتخابات المجلس الاقليمي لعام 2018 حوالي 86.5%.

## تاريخ
تم العثور على خزف (قطع فخار)  يعود تاريخها إلى العصور  الهلنستية والرومانية والبيزنطية في إبثان.

### العصر العثماني
يمه وإبثان  ظهرتا  في سجلات الضرائب العثمانية التي جمعت في عام 1596، ويتبعان ناحية إدارية لكل من قاقون وجبل سامي، على التوالي وهما من لواء نابلس. كان يبلغ عدد سكان  يمة  18 أسرة مسلمة و5 عُزْب (الشاب والفتاة غير المتزوج) ، في حين أشير بأن  إيثان كانت فارغة على الرغم من أنها دفعت الضرائب.
في عام 1882 ووفق مسح  صندوق استكشاف فلسطين  لغرب فلسطين  فقط لوحظ بأن خربة إبثان تحتوي على  "آثار أطلال بوضع  جيد".."

### عهد الانتداب البريطاني
حسب تعداد فلسطين عام 1922 والذي  أجرته سلطات الانتداب البريطاني، فقد بلغ عدد سكان بير السكة 36 نسمة  وإبثان  56 نسمة  ويمه  48 نسمة وجميعم من المسلمين.
قبل عام 1948، كانت جميع القرى الأربع ترتبط إداريا ببلدة دير الغصون وهي حالياً ضمن مناطقالضفة الغربية .

### ما بعد 1948
في عام 2009  بلغ عدد سكان زيمر 7,360 نسمة  لعام 2021 ومساحة الارضي هي    8,203 دونم .  وفي عام 2014 بلغ عدد السكان 6,375 نسمة .

## معلومات احصائيّة عن السكان لعام 2020-2021[2]
- اجمالي عدد السكان: 7,360
- نسبة السكان العرب: 99.9%
- نسبة السكان المسلمين: 99.9%
- عدد الرجال: 3,729 ذكر
- عدد النساء: 3,630 أنثى
- متوسّط الدخل: 1,134 شيكل
- متوسط الدخل للرجل: 8,506 شيكل
- متوسط الدخل للنساء: 5,311 شيكل

## معلومات احصائيّة عن التعليم لعام 2020-2021[2]
- عدد المدارس: 4 مدارس
- متوسط عدد الطلاب داخل الصف: 27 طالب
- معدل الحاصلين على شهادة البجروت بين طلاب الثاني عشر: 89.5%